# Sandy Alick
Sandy Alex Alick (2 giugno 1963) è un ex calciatore vanuatuano, di ruolo attaccante.

## Carriera

### Club
Quando è stato convocato in nazionale militava nel Atsal Lakatoro, club della sua nazione d'origine.

### Nazionale
Ha debuttato in Nazionale il 14 luglio 2002, in Tahiti-Vanuatu (1-0). Ha partecipato, con la Nazionale, alla Coppa d'Oceania 2002. Ha collezionato in totale, con la maglia della Nazionale, una presenza.